# GNU Compiler for Java
GNU Compiler for Java (en español Compilador de java de GNU), cuyo acrónimo es GCJ, fue un compilador para el lenguaje de programación Java que forma parte del proyecto GCC.
GCJ no es sólo un compilador, sino que también proporciona las bibliotecas y herramientas relacionadas con la implementación de Java de GNU.

## Historia
Anthony Green el 30 de junio de 1998, publicó el documento original de diseño con el cual empezó GCJ. La idea inicial fue crear un compilador clásico que compilase java a binarios normales del sistema, que no requiriesen un intérprete JIT para funcionar, ahorrando así recursos en el software compilado con GCJ.
Sin embargo, para hacer a GCJ más compatible con las aplicaciones java existentes, se agregó a libgcj (la biblioteca de gcj) soporte para interpretar archivos .class y .jar
en tiempo de ejecución.
Con el tiempo, surgieron dos formas de ver java dentro de GNU:
- La forma tradicional, compilándolo a código nativo del sistema operativo y haciéndolo compatible con todo gcc.

- Interpretando archivos .class y .jar, el problema es que para compilarlo, en algunos casos, hay que hacer modificaciones al programa a compilar, lo cual es un impedimento.

Una de las metas de gcj es conseguir compilar a código nativo software java sin modificar nada de su código.
En el 2004 Tom Tromey inició el proyecto GNU Gcjx, una implementación alternativa y experimental de GCJ, la cual pretende ser más clara y sencilla
El 30 de septiembre de 2016, GCJ fue eliminado del proyecto GCC. Su discontinuación fue anunciada con la salida de la versión 7.1 de GCC.

## Implementación
GCJ es un compilador de java a código nativo y un intérprete en tiempo de ejecución, lo que lo convierte en una máquina virtual de Java.
Está integrado dentro de ecj, el compilador de java para Eclipse.

### CNI
CNI son las siglas de "Compiled Java Native interface", (en español "Interfaz nativo para java compilado"), es un Framework para hacer posibles las llamadas a bibliotecas comunes del sistema operativo desde java y hacer llamadas desde las bibliotecas, a bibliotecas java.
Esto permite utilizar código java como bibliotecas en programas en C++, por ejemplo.

### GIJ
GIJ (GNU interpreter for Java, o en español "Intérprete de Java para GNU"), es parte del proyecto GCJ y es quien interpreta código java en tiempo de ejecución.

### Classpath
Java dispone de un conjunto de clases que el programador puede utilizar cuando desarrolla en dicho lenguaje. GCJ se unió con el proyecto GNU Classpath que es una implementación libre de dichas clases, para así disponer esas clases en GCJ.

## Arquitecturas
En la versión 4.2 se incluye soporte para:
- IA-32.
- SPARC.
- Tru64 Unix.
- IA-64.
- Alpha.
- PPC.